# Liste der Straßen und Plätze in Hamburg-Groß Flottbek

Lage von Groß Flottbek in Hamburg und im Bezirk Altona (hellrot)

Die Liste der Straßen und Plätze in Groß Flottbek ist eine Übersicht der im Hamburger Stadtteil Groß Flottbek vorhandenen Straßen und Plätze. Sie ist Teil der Liste der Verkehrsflächen in Hamburg.

## Überblick
In Groß Flottbek (Ortsteilnummer 218) leben 11265 Einwohner (Stand: 31. Dezember 2023) auf 2,4 km². Groß Flottbek liegt in den Postleitzahlenbereichen 22605, 22607 und 22609.
In Groß Flottbek gibt es 90 benannte Verkehrsflächen, darunter drei Plätze. Östlich der Beselerstraße sind zahlreiche Straßen nach bekannten Malern benannt.

## Übersicht der Straßen
Die nachfolgende Tabelle gibt eine Übersicht über alle benannten Verkehrsflächen – Straßen, Plätze und Brücken – im Stadtteil sowie einige dazugehörige Informationen. Im Einzelnen sind dies:
- Name/Lage: aktuelle Bezeichnung der Straße, des Platzes oder der Brücke. Über den Link (Lage) kann die Straße, der Platz oder die Brücke auf verschiedenen Kartendiensten angezeigt werden. Die Geoposition gibt dabei ungefähr die Mitte an. Bei längeren Straßen, die durch zwei oder mehr Stadtteile führen, kann es daher sein, dass die Koordinate in einem anderen Stadtteil liegt.
- Straßenschlüssel: amtlicher Straßenschlüssel, bestehend aus einem Buchstaben (Anfangsbuchstabe der Straße, des Platzes oder der Brücke) und einer dreistelligen Nummer.
- Länge/Maße in Metern:
Hinweis: Die in der Übersicht enthaltenen Längenangaben sind nach mathematischen Regeln auf- oder abgerundete Übersichtswerte, die im Digitalen Atlas Nord[1] mit dem dortigen Maßstab ermittelt wurden. Sie dienen eher Vergleichszwecken und werden, sofern amtliche Werte bekannt sind, ausgetauscht und gesondert gekennzeichnet.
Bei Plätzen sind die Maße in der Form a × b bei rechteckigen Anlagen oder a × b × c bei dreiecksförmigen Anlagen mit a als längster Kante dargestellt.
Der Zusatz (im Stadtteil) gibt an, wie lang die Straße innerhalb des Stadtteils ist, sofern sie durch mehrere Stadtteile verläuft.
- Namensherkunft: Ursprung oder Bezug des Namens.
- Datum der Benennung: Jahr der offiziellen Benennung oder der Ersterwähnung eines Namens, bei Unsicherheiten auch die Angabe eines Zeitraums.
- Anmerkungen: Weitere Informationen bezüglich anliegender Institutionen, der Geschichte der Straße, historischer Bezeichnungen, Baudenkmale usw.
- Bild: Foto der Straße oder eines anliegenden Objektes.

| Name/Lage                         | Straßen- schlüssel | Länge/Maße (in Metern) | Namensherkunft | Datum der Benennung | Anmerkungen | Bild                                |
| --------------------------------- | ------------------ | ---------------------- | --- | ------------------- | --- | ----------------------------------- |
| Adickesstraße (Lage)              | A030               | 0585                   | Franz Adickes (1846–1915), Kommunalpolitiker                                                                                      | 1904                | | Adickesstraße                       |
| Alexander-Zinn-Straße (Lage)      | A071               | 0335 (im Stadtteil)    | Alexander Zinn (1880–1941), Schriftsteller und Politiker                                                                          | 1950                | südlich der S-Bahn-Gleise in Othmarschen | Alexander-Zinn-Straße               |
| An der Flottbek (Lage)            | A400               | 0265                   | nach der Lage an der Flottbek | 1956                | | An der Flottbek                     |
| Baron-Voght-Straße (Lage)         | B078               | 1500 (im Stadtteil)    | Caspar Voght (1752–1839), Kaufmann und Sozialreformer                                                                             | 1928                | nördlich der S-Bahn-Gleise in Groß Flottbek (östliche Straßenhälfte) und Osdorf (westliche Straßenhälfte), südlich westliche Straßenhälfte in Nienstedten, östliche Seite in Othmarschen | Baron-Voght-Straße (HH-Othmarschen) |
| Baurstraße (Lage)                 | B115               | 0740 (im Stadtteil)    | nach der Altonaer Familie Baur, aus der einige Altonaer Bürgermeister hervorgegangen sind, z. B. Johann Heinrich Baur (1730–1819) | 1950                | nördlich der S-Bahn-Gleise in Groß Flottbek (westliche Straßenhälfte) und Bahrenfeld (östliche Straßenhälfte), südlich der Gleise in Othmarschen | Baurstraße                          |
| Beckmannstraße (Lage)             | B127               | 0210                   | Dr. Hermann Detlef Beckmann (1861–1908), Arzt                                                                                     | 1928/39             | Beckmann machte sich als Wohltäter, z. B. durch Stiftungen, um den Stadtteil verdient. | Beckmannstraße                      |
| Bei der Flottbeker Kirche (Lage)  | B166               | 0185                   | nach der Lage | 1928                | | Bei der Flottbeker Kirche           |
| Bellmannstraße (Lage)             | B239               | 0395                   | Carl Gottlieb Bellmann (1772–1861), Organist und Komponist                                                                        | 1928                | | Bellmannstraße                      |
| Bertha-Uhl-Kamp (Lage)            | B810               | 0225                   | Bertha Uhl (1867–1955), Schuldirektorin in Groß Flottbek                                                                          | 1979                | | Bertha-Uhl-Kamp                     |
| Beselerplatz (Lage)               | B294               | 0080 × 80              | Wilhelm Beseler (1806–1884), Politiker                                                                                            | 1897                | | Beselerplatz                        |
| Beselerstraße (Lage)              | B295               | 0885                   | Wilhelm Beseler (1806–1884), Politiker                                                                                            | 1897                | | Beselerstraße                       |
| Böcklinstraße (Lage)              | B433               | 0130                   | Arnold Böcklin (1827–1901), Schweizer Maler                                                                                       | 1910                | | Böcklinstraße                       |
| Corneliusstraße (Lage)            | C055               | 0185                   | Peter von Cornelius (1783–1867), Maler                                                                                            | 1910                | | Corneliusstraße                     |
| Cranachplatz (Lage)               | C059               | 0155 x125 x75          | in Anlehnung an die Cranachstraße                                                                                                 | 1916                | | Cranachplatz                        |
| Cranachstraße (Lage)              | C060               | 0965                   | Lucas Cranach der Ältere (1472–1553), Maler                                                                                       | 1910                | | Cranachstraße                       |
| Dornstücken (Lage)                | D162               | 0255                   | nach den früher mit Weißdorn bewachsenen Knicks                                                                                   | 1951                | | Dornstücken                         |
| Dornstückenweg (Lage)             | D163               | 0100                   | in Anlehnung an die Straßen Dornstücken                                                                                           | 1956                | | Dornstückenweg                      |
| Dürerstraße (Lage)                | D219               | 0200                   | Albrecht Dürer (1471–1528), Maler                                                                                                 | 1910                | | Dürerstraße                         |
| Ebertallee (Lage)                 | E010               | 0610 (im Stadtteil)    | Friedrich Ebert (1871–1925), SPD-Politiker                                                                                        | vor 1930            | nördlich des Osdorfer Wegs in Bahrenfeld. Nach Eberts Tod (1925) umbenannt, vorher Lauenburger Straße nach dem Lauenburgischen Fußartillerie-Regiment Nr. 20, das seine Kaserne am Bahrenfelder Teil der Straße hatte | Ebertallee                          |
| Eckernwoort (Lage)                | E016               | 0200                   | nach der Buchecker und dem Begriff „Woort“ für einen künstlichen Wohnhügel                                                        | 1950                | | Eckernwoort                         |
| Espellohweg (Lage)                | E245               | 0370                   | nach einem Flurnamen (Espenwald)                                                                                                  | 1957                | | Espellohweg                         |
| Feddersenstraße (Lage)            | F048               | 0210                   | Martin Feddersen (1849–1930), Maler                                                                                               | 1950                | | Feddersenstraße                     |
| Fernando-Lorenzen-Platz (Lage)    | F349               | 0080 x60 x55           | Fernando Lorenzen (1859–1917), Architekt                                                                                          | 2009                | | Fernando-Lorenzen-Platz             |
| Feuerbachstraße (Lage)            | F098               | 0130                   | Anselm Feuerbach (1829–1880), Maler                                                                                               | 1926                | | Feuerbachstraße (HH-Groß Flottbek)  |
| Flottbeker Marktweg (Lage)        | F157               | 0140                   | nach Lage und Funktion zum Groß Flottbeker Wochenmarkt führend                                                                    | 1968                | | Flottbeker Marktweg                 |
| Giesestraße (Lage)                | G092               | 0975                   | Otto Giese (1855–1904), Politiker und Rechtsanwalt                                                                                | 1910                | | Giesestraße                         |
| Gottfried-Keller-Straße (Lage)    | G180               | 0160                   | Gottfried Keller (1819–1890), Schweizer Dichter                                                                                   | 1928                | | Gottfried-Keller-Straße             |
| Grabenstücken (Lage)              | G190               | 0225                   | nach einer Flurbezeichnung | 1928                | | Grabenstücken                       |
| Groß Flottbeker Straße (Lage)     | G257               | 1140                   | nach der Lage im Stadtteil | 1928                | | Groß Flottbeker Straße              |
| Gutzkowstraße (Lage)              | G353               | 0120                   | Karl Gutzkow (1811–1878), Schriftsteller und Journalist                                                                           | 1911                | | Gutzkowstraße                       |
| Hans-Thoma-Weg (Lage)             | H116               | 0075                   | Hans Thoma (1839–1924), Maler | 1935                | | Hans-Thoma-Weg                      |
| Heinrich-Bomhoff-Weg (Lage)       | H292               | 0085                   | Heinrich Bomhoff (1878–1949), Architekt                                                                                           | 1965                | | Heinrich-Bomhoff-Weg                |
| Heinrich-Plett-Straße (Lage)      | H302               | 1455                   | Heinrich Plett (1908–1963), Manager                                                                                               | 1965                | Grundstücke auf der östlichen Seite in Groß Flottbek, Straßenfläche und Grundstücke auf der Westseite in Osdorf. | Heinrich-Plett-Straße               |
| Hemmingstedter Weg (Lage)         | H342               | 0320 (im Stadtteil)    | Hemmingstedt, Gemeinde im Kreis Dithmarschen in Schleswig-Holstein                                                                | 1950                | westlich der Heinrich-Plett-Straße in Osdorf | Hemmingstedter Weg                  |
| Hermann-Niebuhr-Weg (Lage)        | H857               | 0075                   | Hermann Niebuhr (1867–1966), erster Pastor in Groß Flottbek von 1908 bis 1934                                                     | 2011                | Fußweg | Hermann-Niebuhr-Weg                 |
| Hittfelder Stieg (Lage)           | H475               | 0115                   | vermutlich nach dem Seevetaler Ortsteil Hittfeld, in dem der Maler Leopold von Kalckreuth seinen letzten Wohnsitz hatte           | 1938                | | Hittfelder Stieg                    |
| Holbeinstraße (Lage)              | H569               | 0385                   | Hans Holbein der Ältere (* um 1465; † um 1524) und Hans Holbein der Jüngere (1497 od. 1498–1543), beide Maler                     | 1910                | | Holbeinstraße                       |
| Hölderlinstraße (Lage)            | H497               | 0445                   | Friedrich Hölderlin (1770–1843), Dichter                                                                                          | 1828                | | Hölderlinstraße                     |
| Jaksteinweg (Lage)                | J026               | 0140                   | Werner Jakstein (1876–1961), Maler und Schriftsteller                                                                             | 1965                | | Jaksteinweg                         |
| Kalckreuthweg (Lage)              | K029               | 1005                   | Leopold von Kalckreuth (1855–1928), Maler und Grafiker                                                                            | 1950                | | Kalckreuthweg                       |
| Kallmorgenweg (Lage)              | K034               | 0170                   | Friedrich Kallmorgen (1856–1924), Maler                                                                                           | 1936                | | Kallmorgenweg                       |
| Kaulbachstraße (Lage)             | K115               | 0345                   | Wilhelm von Kaulbach (1805–1874), Maler                                                                                           | 1910                | | Kaulbachstraße                      |
| Kreisstraße (Lage)                | K417               | 0115                   | nach dem Verlauf der Straße, die einen Halbkreis bildet                                                                           | 1898                | | Kreisstraße                         |
| Langkamp (Lage)                   | L063               | 0245                   | nach einem Flurnamen | 1935                | | Langkamp                            |
| Leiblstieg (Lage)                 | L112               | 0180                   | Wilhelm Leibl (1844–1900), Maler                                                                                                  | 1950                | | Leiblstieg                          |
| Leistikowstieg (Lage)             | L118               | 0200                   | Walter Leistikow (1865–1908), Maler und Grafiker                                                                                  | 1950                | | Leistikowstieg                      |
| Lenbachstraße (Lage)              | L125               | 0165                   | Franz von Lenbach (1836–1904), Maler                                                                                              | 1912                | | Lenbachstraße (HH-Groß Flottbek)    |
| Lüdemannstraße (Lage)             | L277               | 0160                   | Joachim Lüdemann (1861–1934), Gemeindevorsteher in Groß Flottbek von 1895 bis 1927                                                | 1926                | | Lüdemannstraße                      |
| Ludwig-Richter-Straße (Lage)      | L270               | 0360                   | Ludwig Richter (1803–1884), Maler                                                                                                 | 1935                | | Ludwig-Richter-Straße               |
| Malerwinkel (Lage)                | M024               | 0105                   | in Anlehnung an die zahlreichen Straßen in der Gegend, die nach bekannten Malern benannt wurden                                   | 1938                | | Malerwinkel                         |
| Menzelstraße (Lage)               | M153               | 0315                   | Adolph von Menzel (1815–1905), Maler                                                                                              | 1922                | | Menzelstraße                        |
| Milcherstraße (Lage)              | M187               | 0240                   | nach dem Milchhändler (Milcher) Schutt, der in Groß Flottbek sein Geschäft hatte und auch dort wohnte                             | vor 1895            | | Milcherstraße                       |
| Müllenhoffweg (Lage)              | M328               | 0970                   | Karl Müllenhoff (1818–1884), Wissenschaftler                                                                                      | 1950                | | Müllenhoffweg                       |
| Neuding (Lage)                    | N045               | 0105                   | nach einer Flurbezeichnung (Gerichtsplatz)                                                                                        | 1928                | | Neuding                             |
| Nordquistweg (Lage)               | N171               | 0085                   | Gustav Nordquist (1866–1944), Bankdirektor                                                                                        | 1951                | | Nordquistweg                        |
| Ohlenkamp (Lage)                  | O060               | 0360                   | nach einer Flurbezeichnung (altes Feld)                                                                                           | 1928                | | Ohlenkamp                           |
| Ohnsorgweg (Lage)                 | O073               | 0065 (im Stadtteil)    | Richard Ohnsorg (1876–1947), Theaterleiter und Schauspieler                                                                       | 1950                | Ohnsorg gründete 1920 die Niederdeutsche Bühne Hamburg e. V., das heutige Ohnsorg-Theater; südlich der S-Bahn-Gleise in Othmarschen | Ohnsorgweg                          |
| Onckenstraße (Lage)               | O096               | 0335                   | Hermann Oncken (1869–1945), Historiker                                                                                            | 1951                | | Onckenstraße                        |
| Osdorfer Landstraße (Lage)        | O124               | 1015 (im Stadtteil)    | Hamburger Stadtteil Osdorf | 1929                | zwischen Schenefelder Landstraße und Am Botterbarg in Iserbrook östlich der Straße Am Botterbarg nur die südliche Straßenhälfte, nördliche Straßenhälfte in Osdorf, ab Kreuzung Rugenfeld/Isfeldstraße komplett in Osdorf; zwischen Heinrich-Plett-Straßen und Fernando-Lorenzen-Platz nördliche Straßenhälfte in Bahrenfeld, südliche Hälfte in Groß Flottbek | Osdorfer Landstraße                 |
| Osdorfer Weg (Lage)               | O126               | 1230 (im Stadtteil)    | Hamburger Stadtteil Osdorf | 1904                | südliche Straßenhälfte zwischen Fernando-Lorenzen-Platz und Baurstraße in Groß Flottbek, nördliche in Bahrenfeld, ab Baurstraße komplett in Bahrenfeld | Osdorfer Weg                        |
| Ostermeyerstraße (Lage)           | O146               | 0285                   | Friedrich Ostermeyer (1884–1963), Architekt und Stadtplaner                                                                       | 1965                | | Ostermeyerstraße                    |
| Otto-Siems-Weg (Lage)             | O218               | 0085                   | Otto Siems (1866–1916), Flottbeker Gemeinderatsmitglied                                                                           | 2004                | Fußweg | Otto-Siems-Weg                      |
| Papenkamp (Lage)                  | P025               | 0295                   | nach einem Stück Land, das der Kirche gehörte (Pape = Pfarrer)                                                                    | 1928                | | Papenkamp                           |
| Rethelstraße (Lage)               | R165               | 0160                   | Alfred Rethel (1816–1859), Maler                                                                                                  | 1928                | | Rethelstraße                        |
| Reventlowstraße (Lage)            | R171               | 0045 (im Stadtteil)    | Friedrich von Reventlou (1797–1874), Staatsmann                                                                                   | 1897                | südlich des S-Bahnhofs Othmarschen in Othmarschen | Reventlowstraße                     |
| Rilkeweg (Lage)                   | R198               | 0200                   | Rainer Maria Rilke (1875–1926), Lyriker                                                                                           | 1950                | | Rilkeweg                            |
| Röbbek (Lage)                     | R225               | 0360                   | nach einem mittlerweile verrohrten kleinen Wasserlauf im Stadtteil                                                                | 1928                | | Röbbek                              |
| Rosenhagenstraße (Lage)           | R285               | 0595                   | Ferdinand Rosenhagen (1830–1920), Politiker                                                                                       | 1911                | | Rosenhagenstraße                    |
| Schoenaich-Carolath-Straße (Lage) | S262               | 0385                   | Emil von Schoenaich-Carolath (1852–1908), Lyriker                                                                                 | 1951                | | Schoenaich-Carolath-Straße          |
| Schwindstraße (Lage)              | S364               | 0225                   | Moritz von Schwind (1804–1871), österreichischer Maler                                                                            | 1932                | | Schwindstraße                       |
| Schwingeweg (Lage)                | S921               | 0060                   | Friedrich Schwinge (1852–1913), Maler                                                                                             | 1993                | | Schwingeweg                         |
| Seestraße (Lage)                  | S389               | 0455                   | nach einem früher hier gelegenen See, der etwa 1924 zugeschüttet wurde                                                            | um 1926             | | Seestraße                           |
| Sohrhof (Lage)                    | S476               | 0595                   | nach einem Flurnamen | 1955                | | Sohrhof                             |
| Sohrhofkamp (Lage)                | S477               | 0055                   | in Anlehnung an den Sohrhof | 1955                | | Sohrhofkamp                         |
| Spitzwegstraße (Lage)             | S548               | 0120                   | Carl Spitzweg (1808–1885), Maler                                                                                                  | 1935                | | Spitzwegstraße                      |
| Staudingerstraße (Lage)           | S597               | 0285                   | Lucas Andreas Staudinger (1770–1842), Landwirtschaftslehrer                                                                       | 1928                | | Staudingerstraße                    |
| Stockkamp (Lage)                  | S699               | 0235                   | nach einem Flurnamen | 1928                | Als „Stock“ wird eine Ansammlung von Baumstümpfen auf gerodetem Land bezeichnet. | Stockkamp                           |
| Straßweg (Lage)                   | S731               | 0285                   | Karl Friedrich Heinrich Straß (1803–1864), Jurist und Dichter                                                                     | 1950                | | Straßweg                            |
| Trübnerweg (Lage)                 | T176               | 0260                   | Wilhelm Trübner (1851–1917), Maler                                                                                                | 1936                | | Trübnerweg                          |
| Uhdeweg (Lage)                    | U008               | 0175                   | Fritz von Uhde (1848–1911), Maler                                                                                                 | 1936                | | Uhdeweg                             |
| Verbindungsstraße (Lage)          | V023               | 0100                   | nach der Anlage der Straße | um 1926             | | Verbindungsstraße                   |
| Viereck (Lage)                    | V041               | 0255                   | nach dem Verlauf der Straße | 1950                | | Viereck                             |
| Von-Thünen-Straße (Lage)          | V108               | 0215                   | Johann Heinrich von Thünen (1783–1850), Agrar- und Wirtschaftswissenschaftler                                                     | 1928                | | Von-Thünen-Straße                   |
| Waitzstraße (Lage)                | W019               | 0895                   | Georg Waitz (1813–1886), Rechtshistoriker                                                                                         | 1950                | | Waitzstraße                         |
| Windmühlenstieg (Lage)            | W312               | 0190                   | in Anlehnung an den Windmühlenweg                                                                                                 | 1950                | | Windmühlenstieg                     |
| Windmühlenweg (Lage)              | W313               | 0755                   | nach der Lage bei der ehemaligen Flottbeker Windmühle                                                                             | 1930                | | Windmühlenweg                       |
| Winselohweg (Lage)                | W318               | 0075                   | nach einem Flurnamen | 1951                | | Winselohweg                         |
| Wolfsloh (Lage)                   | W383               | 0055                   | nach einem Flurnamen | 1950                | | Wolfsloh                            |
| Wolsteinkamp (Lage)               | W388               | 0320                   | Johann Gottlieb Wolstein (1738–1820), Mediziner                                                                                   | 1958                | | Wolsteinkamp                        |
| Worpsweder Stieg (Lage)           | W393               | 0035                   | nach der Künstlerkolonie Worpswede                                                                                                | 1938                | | Worpsweder Stieg                    |